# Par dix-huit mètres de fond
Pour plus de détails, voir Fiche technique et Distribution.
Par dix-huit mètres de fond, tourné en 1942, est le premier film documentaire sous-marin français, dû à Jacques-Yves Cousteau (réalisation), Philippe Tailliez (scénario, script, cameraman), Frédéric Dumas (principal acteur) et Léon Vêche (technicien qui a mis au point la première caméra sous marine française, cameraman).

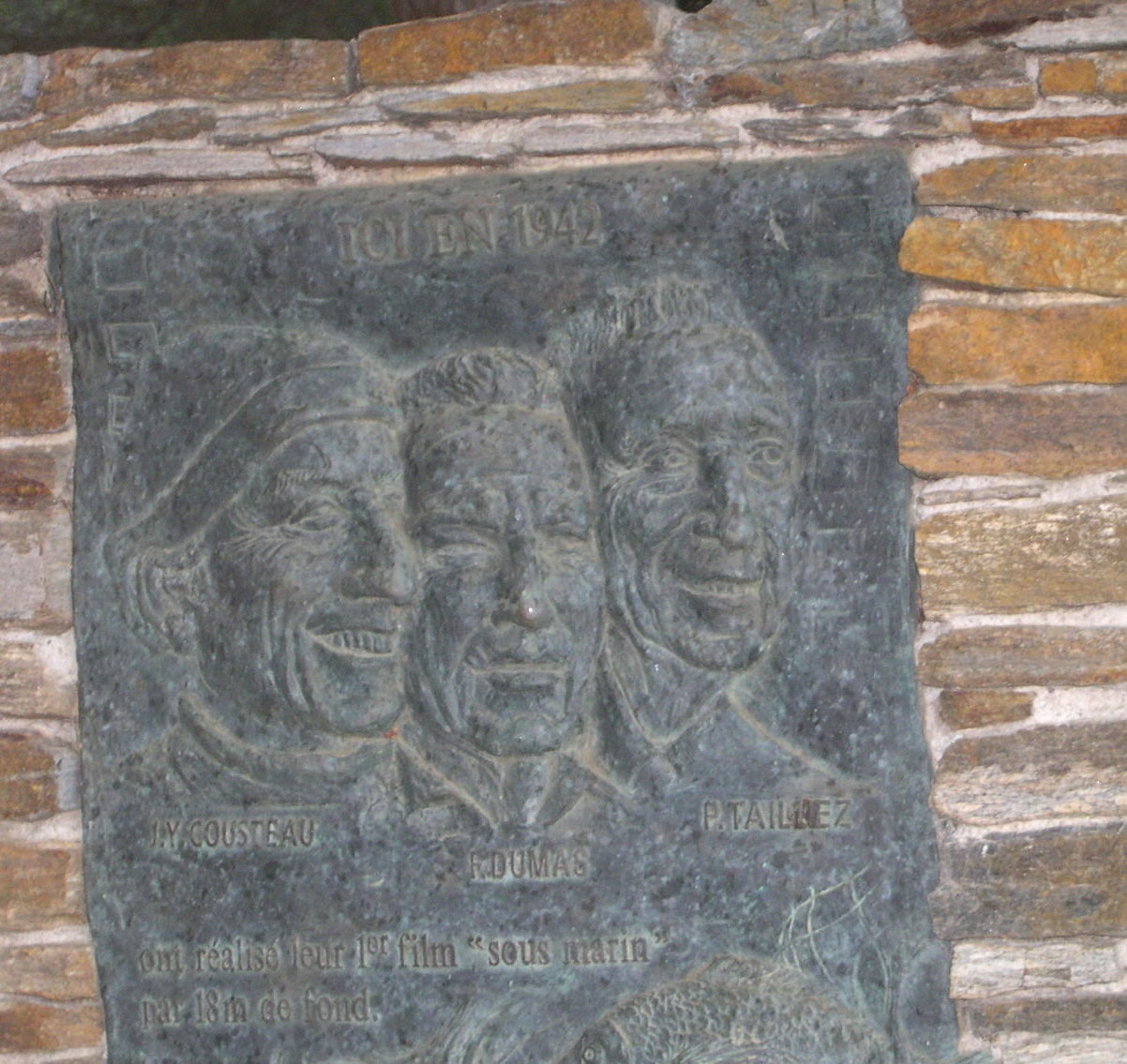
Plaque commémorative du tournage de Par dix-huit mètres de fond avec trois des quatre mousquemers : de gauche à droite Jacques-Yves Cousteau, Frédéric Dumas et Philippe Tailliez. Île du Gaou, Le Brusc, Six-Fours-les-Plages, Var, France.

## Réalisation, description et distinctions
La réalisation du film a lieu trois ans après le documentaire sous-marin en couleurs Pirsch unter Wasser de l'autrichien Hans Hass tourné en mer des Caraïbes. Le film français montre des parties de chasse sous-marine en mer Méditerranée, plus précisément à Six-Fours-les-Plages, autour de la balise des Magnons (au large de l'archipel des Embiez), près de la pointe de la Gardiole, de la plage du mont Salva et de celle de la Fosse. C'est la première fois que le public français découvre le spectacle vivant du monde sous-marin, mais en noir-et-blanc, car les pellicules sont contingentées sous l'Occupation. Dans ces conditions difficiles, les quatre camarades rassemblent leurs moyens financiers et logistiques personnels pour acquérir le matériel nécessaire : une caméra Kinamo et des films photographiques pour Leica collés bout-à-bout en chambre noire.
Tourné en nombreuses plongées successives en apnée, le film est présenté pour la première fois le 12 avril 1943 au palais de Chaillot, devant les officiels du gouvernement de Vichy et les officiers de la Kommandantur parisienne.
Par dix-huit mètres de fond obtient le premier prix ex æquo du Congrès du film documentaire de 1943 et vaut à ses auteurs d'obtenir de l'occupant une autorisation de plonger en scaphandre autonome (à la suite de l'invention la même année du détendeur par Jacques-Yves Cousteau et Émile Gagnan) qui leur permettra de tourner (sous la surveillance d'une patrouille allemande affectée à cet effet) le deuxième film sous-marin français : Épaves, grâce aux fonds de l'entreprise marseillaise de renflouement Marcellin. Le succès de ce documentaire est encore plus grand et en 1945, à l'issue de la guerre, le GRS Groupe de Recherches Sous-marines est créé sur ordre de l'amiral Lemonnier, chef d'état-major de la marine française. Le capitaine de vaisseau Philippe Tailliez en prend le commandement, le lieutenant de vaisseau Jacques-Yves Cousteau est nommé commandant en second, et Frédéric Dumas y est affecté au titre de conseiller technique civil.